# Le Perreux-sur-Marne
Le Perreux-sur-Marne é uma comuna francesa localizada no departamento de Vale do Marne na região da Ilha de França. Portando o apelido de "Pérola do Leste parisiense", a comuna se estende ao longo das margens do Marne. Seus habitantes são chamados de Perreuxiens.

## Toponímia
Do latim Petrosa, nome dado ao local pelos monges da abadia de Saint-Maur, no século XIII, para lembrar a natureza pedregosa do solo.

## História
Intimamente ligada à história de Nogent, Le Perreux é um feudo dependente da abadia de Saint-Maur onde um cartulário menciona pela primeira vez a existência em 1284. Em 1492, os monges dessa abadia ensaiam recuperar os direitos de alta, média e baixa justiça. Jeanne Baston, esposa de Jean l'Épervier conseguiu a justiça. Os monges serão rejeitados pelo Parlamento de Paris em 1500.
Desde o século XIII, uma mansão está presente. Ela é ocupada por numerosos senhores, burgueses de Paris, comerciantes do século XIV-XV e depois por parlamentares e notário e secretário do rei (família L'Espervier) e, finalmente, por uma segunda nobreza (Anthonis, Deschiens de Ressons). A mansão é substituída por um castelo entre o fim do século XVII e o início do século XVIII. Um segundo castelo foi construído por Boullée, arquiteto do rei, por Robert Millin.
Em 1760, Robert Millin, escudeiro, secretário do rei, casa e coroa da França, e receptor geral dos domínios do Duque de Orleans comprou o domínio. Seu filho, Jérôme-Robert será em 1794 uma das incontáveis vítimas do acusador Fouquier-Tinville. Ele cairá sob a guilhotina em praça pública, enquanto que seu próprio filho, Alexandre Millin, tenente-general, luta pelos exércitos da República. Ele e seu irmão restituem o domínio em triste estado sob o Diretório, mas não tardam a vendê-lo. Deve ser dito em sua defesa que seu pai tinha antes da Revolução sérios recuos de fortuna.
O domínio é então dividido. Nicolas Louis François de Neufchâteau comprou o castelo e o parque. O resto das terras, possessão das famílias Pantigny e de Beaufranchet é convertido em loteamentos em 1780 para tirar proveito da expansão que conhece Nogent graças à construção da linha ferroviária Paris-Mulhouse. Iniciados em 1854, os trabalhos necessitam a construção de um viaduto. A fronteira nasce, Le Perreux decola. Por volta de 1886, o número de habitantes do bairro de Perreux é tão importante quanto o do velho burgo de Nogent. A guerra entre os dois bairros é conduzido por um adjunto ao prefeito de Nogent: Henri Lhopital Navarre. Em 28 de fevereiro de 1887, a ruptura é consumada, Navarre se tornou o primeiro prefeito de Perreux.

## Cidades geminadas
- Lambaréné (Gabão)
- Anjou (Montreal) (Quebec, Canadá)
- Forchheim (Alemanha), ver Forchheim (em alemão)